# Baumbachtal-Uhlberg
Baumbachtal-Uhlberg ist ein Landschaftsschutzgebiet (Schutzgebietsnummer 1.16.053) im Landkreis Esslingen. 

## Lage und Beschreibung
Das Schutzgebiet liegt auf den Filderhöhe am Rand des Aichtals zwischen dem Filderstädter Stadtteil Bonlanden und dem Aichtaler Stadtteil Neuenhaus. Es gehört zu den Naturräumen 104-Schönbuch und Glemswald und 106-Filder innerhalb der naturräumlichen Haupteinheit 10-Schwäbisches Keuper-Lias-Land.

## Schutzzweck
Wesentlicher Schutzzweck ist laut Schutzgebietsverordnung die Erhaltung der Wiesen und Obstbaumbestände. Die Streuobstwiesengebiete bestimmen den landschaftlichen Charakter und sind als natürlicher Lebensraum für Pflanzen und Tiere besonders wertvoll. Darüber hinaus ist die Erhaltung des Streuobstwiesenbestandes sowie der Waldflächen als Erholungsraum für die Allgemeinheit und der Schutz vor weiteren Beeinträchtigungen durch Kleinbauten und Einfriedigungen von besonderer Bedeutung.